# اسماعیل‌آباد (جوین)
اسماعیل‌آباد، روستایی است از توابع بخش عطاملک و در شهرستان جوین استان خراسان رضوی ایران.

## جمعیت
این روستا در دهستان حکم‌آباد قرار داشته و بر اساس سرشماری سال ۱۳۸۵ جمعیت آن ۷۷۵ نفر (۲۰۲ خانوار)
بوده است.